# Paul Schilder
Paul Ferdinand Schilder (Bécs, 1886. február 15. – New York, 1940. december 8.) osztrák pszichiáter, pszichoanalitikus, kutató és  számos tudományos publikáció írója.
Sigmund Freud tanítványa volt. Jelentős szerepet játszott a pszichoanalízis pszichiátriában való alkalmazásának bevezetésében. Az én-pszichológia ősatyjának, a csoportanalízis egyik alapító atyjának tekintik. Schilder jelentős hozzájárulása a pszichológiai és orvosi gondolkodáshoz a testkép fogalmának megalapításával volt.

## Élete és munkássága
Paul Schilder egy zsidó selyemkereskedő, Ferdinand Schilder és felesége, Bertha Fürth fia.
1909-ben orvosként doktorált a Bécsi Egyetemen, 1917-ben filozófiából is doktori címet szerzett a Selbstbewusstsein und Persönlichkeitsbewusstsein munkájával. Orvosi tanulmányai alatt Freud óráit is hallgatta, de csak később került személyes ismeretségbe vele.
1909 és 1912 között Halle an der Saale-ban, 1912 és 1914 között pedig a lipcsei Pszichiátriai Klinikán dolgozott asszisztensként. Ebben az időszakban számos publikációja jelent meg a neuropatológia és a szkizofrénia szimbólumainak témakörében. Az első világháború alatt különböző kórházakban látott el orvosi feladatokat. 1918-ban a bécsi Pszichiátriai Klinikán Wagner von Jauregg mellé került.
Schilder érdeklődése a neurológia és pszichiátria iránt a pszichoanalízis felé vezette, így csatlakozott 1919-ben a Bécsi Pszichoanalitikai Egyesülethez (WPV - Wiener Psychoanalytischen Vereinigung). Ekkoriban ismerkedett meg és lett közeli barátja Sigmund Freud-nak.
1925-ben professzor, megjelenik az Entwurf zu einer Psychiatrie auf psychoanalitischer Grundlage c. könyve.
Analitikus szemlélete miatt Schildert akadémiai körökben támadták, így 1928-ban elhagyta a bécsi klinikát és egy félévre Baltimore-ba ment, itt vendégelőadóként tanított a Johns Hopkins University-n.
1929-ben átvette a WPV járóbetegek pszichóziskezelési részlegének vezetését, majd még ebben az évben New Yorkba költözött.
A New York University-n tanított, meghívták a Bellevue Hospital klinikai igazgatójának; mindemellett tagja lett a New York University Medical School pszichiátriai részlegének is.
Második nejével, Lauretta Bender-rel közösen pszichotikus gyermekekkel foglalkozott, bevezette a csoportanalízist. Különböző témakörökben több, mint 300 tudományos értekezést írt.
1940 decemberében, miután feleségét és újszülött kislányát látogatta meg a kórházban, egy autóbalesetben vesztette életét. A leírások szerint mindig figyelmen kívül hagyta a közlekedési lámpákat, jelzéseket. 1940. december 8-án ez vezetett a halálához.

## Tudományos munkái
- 1912.  Zur Kenntnis der sogenannten diffusen Sklerose
- 1913. Über das Selbstbewusstsein und seine Störungen
- 1914. Selbstbewusstsein und Persönlichkeitsbewusstsein
- 1917. Wahn und Erkenntnis
- 1922. Über das Wesen der Hypnose
- 1923. Seele und Leben, Das Körperschema
- 1924. Medizinische Psychologie
- 1925. Entwurf zu einer Psychiatrie auf psychoanalytischer Grundlage
- 1926. Lehrbuch der Hypnose
- 1927. Die Lagereflex der Menschen
- 1928. Gedanken zur Naturphilosophie
- 1930. Studien zur Psychologie und Symtomatologie der progressiven Paralyse
- 1931. Brain and personality
- 1935. The image and appearance of the human body
- 1938. Psychotherapy
- 1940. Vita and bibliography of Paul Schilder

## Róla elnevezett betegségek
Számos betegség kutatásában részt vett, ezek őrzik a nevét
- Addison – Schilder szindróma
- Schilder betegség

Ez a szklerózis multiplex egy válfaja
- Schilder - Faix betegség
- Schilder - Stengel szindróma